# Ten Westen van Eden
Ten Westen van Eden is een alternatieve geschiedenis-roman van Harry Harrison die deel uitmaakt van de Eden-trilogie. Deze trilogie verhaalt een geschiedenis van een aarde waarin het uitsterven van de dinosauriërs nooit heeft plaatsgevonden.
Het verhaal vervolgt in Winter in Eden en Terugkeer naar Eden.

## Inhoud
Het verhaal speelt zich af tijdens het aanbreken van een nieuwe ijstijd, waardoor de Tanu ('mensen' in het Marbak, de taal van de Tanu) honger lijden en gedwongen op zoek gaan naar betere jachtgronden in het zuiden. Echter, enkel het uiterste noorden van hedendaags Noord-Amerika wordt bewoond door verschillende mensensoorten, terwijl de rest van de wereld geregeerd wordt door de Yilanè, de dominante reptielensoort in de wereld. Deze koudbloedige mensachtige soort maakt gebruik van genetische manipulatie om hun omgeving vorm te geven, waardoor vrijwel alle gebruiksvoorwerpen en zelfs hun stad gemaakt zijn van dieren en planten.
In het boek staat de figuur Kerrick centraal, een Cro Magnon-mens die werd gevangen door de Yilanè. Tijdens zijn gevangenschap neemt hij de taal en gewoonten van de Yilanè over, in zoverre dat hij zijn afkomst verloochent en zijn medemensen beziet als 'ustuzou', smerige dieren.
Tijdens een wraakactie van Herilak, een stamleider waarvan de volledige sammad (stam) is uitgemoord door de Yilanè, wordt Kerrick zich bewust van zijn verleden en kiest ervoor om te vluchten. Samen met Herilak en Ortnar vlucht hij naar het noorden, waar ze verschillende sammads om zich heen verzamelen voor bescherming tegen de Yilanè. Tijdens een schermutseling wordt Vaintè, de stadsleider van Alpèasak, verwond door Kerrick. Ze overleeft de aanval echter en zint op wraak. De Tanu trekken naar het verre noorden, waar ze in een beschutte vallei kennismaken met de Sasku, een donkerhuidig ras van mensen. Deze bieden de Tanu een tijdelijke verblijfsplaats. Tijdens de winter wisselt de macht in Alpèasak en wordt Vaintè de oorlogsleider van de Yilanè. Aan het hoofd van een groot leger neemt ze zich voor alle ustuzou uit te moorden, tot de hele wereld aan de Yilanè behoort. De belegering van de Sasku-vallei wordt succesvol afgeslagen, maar de Tanu realiseren zich dat deze oorlog nooit zal ophouden en verzinnen een plan om Alpèasak met de grond gelijk te maken (de Yilanè gebruiken geen vuur). Met verscheidene jagers slaagt Kerrick erin de stad in vuur en vlam te zetten, waardoor vrijwel alle Yilanè de dood vinden. Een laatste uruketo (een gemodificeerde oceaan-dinosaurus die als vervoer voor de Yilanè dient) ziet de kans om uit de haven te vertrekken met Vaintè en de Dochters des Levens (een vredelievende rebellengroep binnen de Yilanè) aan boord. Kerrick blijft met gemengde gevoelens tussen de assen van de stad staan en ziet de boot in de verte verdwijnen.

## Trivia
De titel van het boek is een woordspeling op 'ten oosten van Eden', een boek over sociale ongerechtigheid van John Steinbeck.